# Голдфрапп, Элисон
Элисон Элизабет Маргарет Голдфрапп (англ. Alison Elizabeth Margaret Goldfrapp; род. 13 мая 1966, Энфилд, Мидлсекс, Англия) — британская певица, автор-исполнитель и музыкальный продюсер, более известна как вокалистка дуэта Goldfrapp, исполняющего электронную музыку.

## Ранние годы
Элисон Голдфрапп родилась 13 мая 1966 года в лондонском пригороде Энфилда, Мидлсекс, Англия, младшей из шести детей в семье. Фамилия Голдфрапп имеет немецкое происхождение. Её отец, Николас "Ник" Голдфрапп, выходец из верхушки среднего класса, был призван в армию в качестве офицера сразу после окончания школы; позднее он работал в благотворительной организации Scope и комиссии по охране исторических зданий «Английское наследие». Её мать, Изабелла Голдфрапп (урождённая Бардж), была медсестрой. Когда Элисон была маленькой, её семья часто переезжала и в конце концов поселилась в Элтоне, Хэмпшир, где Голдфрапп училась в местной монастырской школе.

## Карьера
Интерес к музыке появился у Элисон в Элтоне где она пела в группе Fashionable Living Death, вместе с друзьями-анархистами. Она участвовала и в других группах, в том числе Demented Children и Waste Product.
Элисон Голдфрапп познакомилась с композитором Уиллом Грегори в 1999 году, после того, как тот услышал её вокал в песне 1995 года «Pumpkin», записанную вместе с Tricky. Уилл предложил Элисон сделать демозапись для фильма, саундтрек к которому он писал, чтобы понять смогут ли они работать вместе. Демо не было завершено, зато было начато сотрудничество. После нескольких месяцев телефонных звонков, они решили создать группу и выступать под фамилией Голдфрапп.
Пара приступила к записи дебютного альбома, длившейся шесть месяцев, начиная с сентября 1999 года в арендованном бунгало в деревне Уилтшир. Дебютный альбом группы Felt Mountain был выпущен в 2000 году и включал вокальные эксперименты Голдфрапп наряду с кинематографическими звуковыми образами. Лирика всех песен «Felt Mountain» была написана Элисон и носила абстрактный характер странных сказок, вдохновлённых старыми фильмами, в песнях отразились её воспоминания о детстве и одиночество, которое она чувствовала при записи альбома.
| «                                       | Незаурядная Элисон Голдфрапп — певица столь щедрого диапазона и такая искусница интонаций, что фактически умудряется петь и за Анни-Фрид Лингстад и за Агнету Фельтског! И ведущий вокал и все подпевки — благо вокальные и артистические возможности позволяют. | » |
| — Александр Алексеев, Российская газета | |   |

Goldfrapp выпустили свой второй альбом Black Cherry в 2003 году. Группа записывала альбом в затемнённой студии в городе Бат, Англия. Стены студии были освещены неоновыми огнями, вдохновлявшими Goldfrapp. Альбом имел более танцевальный характер, нежели его предшественник, и был близок к таким стилям, как глэм-рок и электроклэш. «Black Cherry» занял девятнадцатую позицию в рейтинге альбомов Великобритании, только в США было продано около 52000 копий.
Supernature, третий альбом Goldfrapp, был выпущен в 2005 году. Альбом включает в себя электронную танцевальную поп-музыку, он занял видное место после «Black Cherry». В нём делается акцент на более лёгком звучании, вокальные партии стали проще (в отличие от пения на Felt Mountain и Black Cherry). Было продано свыше миллиона копий альбома по всему миру. Дуэт получил две номинации в 2007 году на премии Грэмми за «Лучший электронный/танцевальный альбом» и «Лучшую танцевальную запись» за песню «Ooh La La».
Seventh Tree, четвёртый альбом Goldfrapp, был выпущен в 2008 году и занял вторую позицию в рейтинге музыкальных альбомов Великобритании. Альбом представляет собой отход от танцевальной музыки, доминировавшей на Supernature, и стилистически близок к фолктронике. Группа была вдохновлена игрой в живую на радиостанции, что и привело дуэт к решению включить в свою музыку акустическую гитару, чтобы создать более «тёплое» и «деликатное» звучание.
Head First, пятый студийный альбом Goldfrapp, выпущенный в 2010 году, ознаменовал переход группы к лёгкой танцевальной музыке с уклоном в синти-поп и диско.
The Singles, шестой альбом Goldfrapp, был выпущен в 2012 году и составлен из лучших синглов певицы, а также двух новых песен, Melancholy Sky и Yellow Halo.